# Albert G. Schmedeman
Albert George Schmedeman, född 25 november 1864 i Madison, Wisconsin, död 26 november 1946 i Madison, Wisconsin, var en amerikansk demokratisk politiker och diplomat. Han var den 28:e guvernören i delstaten Wisconsin 1933-1935.
Schmedemans far Heinrich var en tysk invandrare. Schmedeman studerade vid Northwestern Business College i Madison. Han kandiderade 1910 till USA:s representanthus men förlorade mot republikanen John M. Nelson.
Schmedeman var chef för USA:s diplomatiska beskickning i Norge 1913-1921. I den egenskapen tog han emot Nobels fredspris som 1919 tilldelades USA:s president Woodrow Wilson i Christiania. Schmedeman var borgmästare i Madison 1925-1932.
Schmedeman besegrade tidigare guvernören Walter J. Kohler i guvernörsvalet i Wisconsin 1932. Han efterträddes 1935 som guvernör av sin företrädare Philip La Follette som hade under tiden bytt parti från republikanerna till Progressiva partiet.
Schmedeman var frimurare. Han talade flytande tyska och norska. Hans grav finns på Forest Hill Cemetery i Madison.